# رابین استراسر
رابین استراسر (انگلیسی: Robin Strasser؛ زادهٔ ۷ مهٔ ۱۹۴۵) یک هنرپیشه اهل ایالات متحده آمریکا است. وی از سال ۱۹۶۴ میلادی تاکنون مشغول فعالیت بوده‌است.